# مصطفى المحقق الداماد
سيد مصطفى المحقق الداماد (الفارسية: سید مصطفی محقق داماد؛ مواليد 1945) هو رجل دين وباحث شيعي إيراني.

## التعليم
أكمل مصطفى تعليمه الإسلامي في الأدب العربي والقرآن والحديث والفلسفة الإسلامية وعلم الكلام والفقه في المدرسة الفيضية في قم. حصل على درجة الاجتهاد سنة 1970م. كما واصل دراسته الأكاديمية الحديثة في الفلسفة الإسلامية وتخرج سنة 1969 من جامعة طهران. وبعد ذلك حصل على درجة الماجستير في الفقه الإسلامي عام 1980م من جامعة طهران. في عام 1996، ذهب إلى جامعة لوفين (UCLouvain) في بلجيكا وحصل على درجة الدكتوراه.

## المسؤوليات
اعتبارًا من عام 1988، أصبح عضوًا في أكاديمية العلوم الإيرانية [الإنجليزية]. وهو أيضًا أستاذ في كلية الحقوق بجامعة الشهيد بهشتي منذ عام 2007. ويقال إنه شغل مناصب في إيران مثل رئيس منظمة التفتيش الحكومية، ورئيس قسم الدراسات الإسلامية في أكاديمية العلوم الإيرانية [الإنجليزية]، ورئيس لجنة جمع مشاريع القوانين القضائية في إيران، ورئيس لجنة تجميع القوانين القضائية.
في خطاب في سبتمبر/أيلول 2005 في الولايات المتحدة لطبيب أميركي من أصل إيراني، أبدى مصطفى المحقق آراءه حول عدم وجود اختلافات لا يمكن التوفيق بينها بين الإعلان العالمي لحقوق الإنسان والفقه الإسلامي، وزعم أن الإسلام هو أسمى الأخلاق والحقوق، وشدّد أنه لا يجوز الإكراه في الدين، وأن الردة لا ينبغي أن تُعاقَب إلا إذا تضمنت القيام بأعمال من شأنها زعزعة استقرار النظام الاجتماعي، وأنه "لا ينبغي للحكومة أن تفرض على الناس أي شيء، ولا حتى الصلاة اليومية".
في أكتوبر/تشرين الأول 2010، ألقى داماد، ممثلًا للإسلام الشيعي، كلمة أمام الجمعية الخاصة للشرق الأوسط لسينودس الأساقفة الكاثوليك. وتحدث عن "العلاقة بين الإسلام والمسيحية" بأنها "تستند إلى وحي القرآن الكريم وتعاليمه" وأنها "تقوم على الصداقة والاحترام والتفاهم المتبادل". ومثل هذه العلاقة "مهمة بلا شك للسلام في العالم". كما أعرب داماد عن امتنانه للبابا بنديكتوس السادس عشر لدعمه "للعلاقة بين المسيحيين والمسلمين".
في سبتمبر/أيلول 2022، وبعد وفاة مهسا أميني أثناء احتجازها لدى دورية الإرشاد، ردد داماد نفس المشاعر: "إن إنشاء قوة تعزيز الفضائل ومنع الرذيلة يهدف في الواقع إلى مراقبة تصرفات الحكام، وليس قمع حريات المواطنين وهو انحراف عن التعاليم الإسلامية".

## طالع أيضًا
- قوائم المراجع الشيعة